# London Review of Books
London Review of Books (Лондонський книжковий огляд) — британський журнал літературної критики та есеїстики, що виходить один раз на два тижні у Лондоні. Має найбільшу кількість передплатників серед літературних журналів Європи.

## Історія
Часопис заснували 1979 року Мері-Кей Вільямс, Сюзанна Клепп і Карл Міллер після призупинення роботи «Times Literary Supplement», літературного додатку до лондонської газети «Times». Впродовж півроку виходив як вставка до «The New York Review of Books», а у травні 1980 року став незалежним виданням.
У травні 2003 року журнал відкрив у Лондоні (в районі Блумсбері) власну книгарню, а у листопаді 2007 — кав'ярню. У книгарні регулярно проводяться презентації книжкових новинок, відбувають зустрічі з письменниками та літературні й поетичні читання.

## Зміст
Кожне число «LRB» містить до 15 довгих рецензій та есеїв (на 5.000-10.000 слів), написаних провідними галузевими фахівцями — університетськими викладачами, філософами, письменниками, істориками, журналістами. Рецензія може бути присвячена не одній, а кільком книжкам, писаним одним автором або об'єднаних спільною тематикою. На додаток до книжкових рецензій журнал містить невеличкі огляди кіно та мистецьких подій, публікує листи читачів, оголошення літературних агенцій і видавництв тощо. Всі матеріали доступні для передплатників на офіційному вебсайті видання.

## Автори
Серед найвідоміших авторів «London Review of Books» — письменник Тарік Алі, історик і літературознавець Перрі Андерсон, історик Бенедикт Андерсон, драматург Алан Беннет, літературознавець Реймонд Вільямс, історик Ерик Гобсбаум, літературознавець Фредрік Джеймсон, філософ Славой Жижек, письменниця Сьюзен Зонтаг. літературний критик Террі Іглтон, літературознавець Едвард Саїд, психолінгвіст Джері Фодор, політичний коментатор і літературний критик Адам Шац та инші.

### Офіційна сторінка
- Офіційна сторінка [Архівовано 24 травня 2015 у Wayback Machine.]

### Українські переклади
- Перрі Андерсон. Від прогресу до катастрофи // London Review of Books, Vol. 33, No. 15, 28 July 2011. [Архівовано 5 березня 2016 у Wayback Machine.]
- Перрі Андерсон. Після Кемаля: Від Кемаля до Озала // London Review of Books, Vol. 30, No. 18, 25 September 2008. [Архівовано 19 жовтня 2014 у Wayback Machine.]
- Перрі Андерсон. Після Кемаля: правління Партії справедливості та розвитку // London Review of Books, Vol. 30, No. 18, 25 September 2008. [Архівовано 6 травня 2021 у Wayback Machine.]
- Тоні Вуд. Що чекає на Болівію? // London Review of Books, Vol. 41, No. 24, 19 December 2019. [Архівовано 12 березня 2021 у Wayback Machine.]
- Річард Еванс. Цим він міг довіряти // London Review of Books, Vol. 40 No. 4, 22 February 2018. [Архівовано 29 травня 2019 у Wayback Machine.]
- Славой Жижек. У сірій зоні: про реакцію на паризькі вбивства // LRB Online, 5 February 2015. [Архівовано 16 березня 2015 у Wayback Machine.]
- Террі Іглтон. Потертий романтик Джордж Орвелл // London Review of Books, Vol. 25, No. 12, 19 June 2003 [Архівовано 14 квітня 2021 у Wayback Machine.]
- Деніел Коен. Монополія на наші вуха // London Review of Books, Vol. 45, No. 9, 4 May 2023.
- Джефф Манн. Дати задній хід вантажному потягу // London Review of Books, Vol. 44, No. 16, 18 August 2022.
- Кевін Окот. Краще отрута // London Review of Books, Vol. 45, No. 12, 15 June 2023.
- Пітер Померанцев. Як я працював на російському телеринку // London Review of Books, Vol. 33, No. 3. 3 February 2011. [Архівовано 15 жовтня 2015 у Wayback Machine.]
- Кіт Томас. Світло! Наш вихід! // London Review of Books, Vol. 43, No. 10, 20 May 2021. [Архівовано 10 листопада 2021 у Wayback Machine.]
- Кетріна Форрестер. Що вважати роботою? // London Review of Books, Vol. 41, No. 23, 5 December 2019. [Архівовано 23 березня 2020 у Wayback Machine.]
- Гел Фостер. Розбити екран // London Review of Books, Vol. 40, No. 7, 5 April, 2018. [Архівовано 5 грудня 2018 у Wayback Machine.]
- Гел Фостер. Що не так з критичним мистецтвом? // London Review of Books, Vol. 35, No. 19, 10 October 2013. [Архівовано 27 листопада 2014 у Wayback Machine.]
- Джон Фут. Де тепер ці корони? // London Review of Books, Vol. 44, No. 8, 21 April 2022.
- Адам Шац. Динамо-машинами, ногами, кулаками, сіллю // London Review of Books, Vol. 42, No. 4, 18 February 2021. [Архівовано 3 травня 2021 у Wayback Machine.]